# Simulium ammosovi
Simulium ammosovi är en tvåvingeart som först beskrevs av Vorobets 1984.  Simulium ammosovi ingår i släktet Simulium och familjen knott. Inga underarter finns listade i Catalogue of Life.